# San Salvador Sur
San Salvador Sur es uno de los 44 municipios en los que se encuentra dividido El Salvador y pertenece al Departamento de San Salvador. Es el segundo municipio por extensión territorial dentro de su departamento. Limita al norte con los municipios de San Salvador Centro y San Salvador Este, al sur con el municipio de La Libertad Costa, al oeste con La Libertad Este y al este con el municipio de La Paz Oeste y el lago de Ilopango. Fue creado el 13 de junio de 2023 y está conformado por los distritos (exmunicipios) de San Marcos, Panchimalco, Rosario de Mora, Santo Tomás y Santiago Texacuangos.
El municipio está conformado por cinco distritos, de los cuales cuatro tienen el título de Ciudad, a saber: San Marcos, Panchimalco, Santos Tomás y Santiago Texacuangos, y uno tiene el título de villa, Rosario de Mora. El distrito más poblado es San Marcos, el cual se encuentra ubicado a 5 km de la ciudad de San Salvador. El distrito más grande es el de Panchimalco, el cual se encuentra ubicado a 17 kilómetros de la ciudad capital de  El Salvador.

#### División administrativa
El municipio está políticamente dividido en 5 distritos, 4 ciudades, 1 villa, 39 cantones y 127 asentamientos humanos, de acuerdo al detalle siguiente:
| No      | Distrito             | Área Km2 | Población | Cantones | Caseríos | Título |
| 1       | San Marcos           | 14.71    | 63,209    | 4        | 13       | Ciudad |
| 2       | Santo Tomas          | 24.30    | 25,344    | 9        | 14       | Ciudad |
| 3       | Santiago Texacuangos | 30.52    | 19,428    | 5        | 20       | Ciudad |
| 4       | Panchimalco          | 89.97    | 41,260    | 14       | 65       | Ciudad |
| 5       | Rosario de Mora      | 39.23    | 11,377    | 7        | 15       | Villa  |
| Totales | Totales              | 198.75   | 160,618   | 39       | 127      |        |

#### Toponimia
Panchimalco: La palabra Panchimalco proviene del idioma náhuat, y significa 'lugar de banderas y escudos' (panti: bandera; chimal: escudo; ku: lugar de).
Texacuangos: El nombre de Texacuangos es náhuat y significa Valle de Altas Piedras o Lugar Amurallado (tex: piedra; acu: alto; ango: valle). Otro significado es Lugar donde abundan los Corrales.